# Podvilk
Podvilk (lengyelül Podwilk ['pɔdvʲilk]) falu Lengyelországban, az egykori Nowy Sącz, a mai Kis-lengyelországi vajdaságban. A kisközség az Orawka és a Bukovinski Strumiem-patakok összefolyásánál fekszik. Nevét alapítójáról: Wilczk soltészról kapta. A község volt az utolsó magyarországi település a krakkói főúton.

## Története
1585-ben Wilczk soltész alapította és birtokosa lett. A 17. században már állt evangélikus temploma. 1760-ban itt telepedett le a Divéky-család. A templom helyén 1767-ben épült a mai Czestochowai Szűz Máriatemplom. Kegyképét nagy tisztelet övezte.
A 18. század végén Vályi András így ír róla: „PODOLK. Lengyel, és tót falu Árva Vármegyében, földes Ura a’ Kir. Kamara, lakosai katolikusok, fekszik a’ felső járásban, Tersztenához öt órányira, egy szép vőlgyben széjjel épűlve; földgye tsupán zabot terem, lent is haszonnal termesztenek, híres zabból főzött pályinkája van.”
Fényes Elek 1851-ben kiadott geográfiai szótárában így ír a faluról: „Podvilk, tót falu, Árva vmegyében, 1640 k., 50 zsidó lak., kik gabonával, sajttal, gyolcscsal eleven kereskedést űznek. Van kath. paroch. temploma, harminczad hivatala, és 86 2/8 sessioja. F. u. az árvai uradalom. Ut. p. Rosenberg.”
A trianoni diktátumig Árva vármegye Trsztenai járásához tartozott.
Egyike a trianoni diktátum aláírása után egy hónappal – a belgiumi Spa-ban tartott diplomáciai konferencia által – Lengyelországnak ítélt tizennégy felső-árvai falunak. 1939 és 1945 között a Szlovák Köztársasághoz tartozott.
Templomának kegyképe 1945-ben, a háború után Szlovákiába került. A falu északi szélén, vagyis a történelmi határon levő vendéglátóhely még a 2010-es években is „Karczma na Granicy” (magyarul kb. határcsárda) néven üzemelt, noha a mai határ onnan kb. 20 km.

## Népessége
1910-ben 1271, túlnyomóan lengyel lakosa volt.
Ma 2200 lengyel lakosa van.